# Frank Cary
Frank Taylor Cary (* 14. Dezember 1920 in Gooding, Idaho; † 1. Januar 2006 in Darien, Connecticut) war ein US-amerikanischer Manager. Cary war Chairman (1973–1983) und CEO (1973–1981) von IBM.

## Leben
Cary graduierte an der UCLA und bekam von der Stanford University einen Master of Business Administration. 1948 fing Cary bei IBM im Marketing in Los Angeles an. Nach unterschiedlichen Positionen innerhalb des Unternehmens wurde er 1973 Generaldirektor. Unter der Führung von Cary wurde unter anderem IBM’s Bemühung, XEROX im Geschäft für Kopierer zu übertrumpfen eingegangen und in die Satellitenkommunikation investiert. Im Jahr 1981 wurde der IBM-PC noch unter der Führung von Cary eingeführt; im gleichen Jahr übernahm John R. Opel die Position des CEO. 1989 wurde Cary in die American Academy of Arts and Sciences gewählt.
Cary starb aus ungeklärtem Grund im Schlaf.